# Hadena aya
Hadena aya là một loài bướm đêm trong họ Noctuidae.